# Austin-Ball A.F.B.1
L'Austin-Ball A.F.B.1 est un chasseur biplan monoplace britannique de la Première Guerre mondiale.
Cet appareil dessiné par C.H. Brooks, incorporait les préconisations de l’as britannique Albert Ball, dont la méthode d’attaque favorite consistait à attaquer son adversaire par-dessous. Il se présentait comme un classique biplan à structure en bois entoilée et ailes égales non décalées, le plan supérieur affleurant la partie supérieure du fuselage pour assurer une vision optimal vers le haut et sur les côtés. L’armement comprenait une mitrailleuse Lewis fixe tirant à travers le moyeu de l’hélice mais située en arrière du moteur, selon un brevet déposé en décembre 1915 par Austin Motors. Une seconde arme, mobile, était fixée à un support en arc de cercle situé au-dessus du plan supérieur.   
Un seul prototype fut construit. Il prit l’air courant juillet 1917, deux mois après la mort de Albert Ball. Il avait des plans en légère flèche et une seule paire de mats d’entreplans de chaque côté du fuselage. Durant les essais la flèche fut supprimée et les mâts d’entreplan doublés. Ainsi modifié le prototype reprit l’air le 17 novembre 1917, alors que la production du RAF S.E.5a avait été lancée. Utilisant le même moteur Hispano-Suiza 8, les deux appareils étaient concurrents mais Austin Motors avait obtenu d’importants contrats de production du S.E.5a. Malgré d'honnêtes performances l’A.F.B.1 resta donc à l’état de prototype.